# Пушкин, Георгий Максимович (артист)
Гео́ргий Макси́мович Пу́шкин (21 ноября 1907, Старый Торъял, Конганурская волость, Уржумский уезд, Вятская губерния ― 26 июля 1993, Йошкар-Ола, Марий Эл, Россия) ― марийский советский актёр театра, музыкант, переводчик. Один из ярких представителей первого поколения профессиональных марийских актёров. Заслуженный артист РСФСР (1970), народный артист Марийской АССР (1967).

## Биография
Родился 21 ноября 1907 года в селе Старый Торъял ныне Новоторъяльского района Марий Эл в бедной крестьянской семье. После смерти родителей остался на попечении бабушки по материнской линии, с 8 лет был отдан в подпаски, учился, пастушил.
В 1925 году окончил Староторъяльскую 7-летнюю школу, затем поступил в Краснококшайский педагогический техникум, но, проучившись 1,5 года, из-за болезни бабушки вынужден был оставить учёбу и вернуться в родную деревню.
В 1928 году поступил в Марийскую студию музыкально-драматического искусства. В 1930 году по окончании студии был зачислен в труппу Марийского государственного драматического театра. Долгие годы был одним из ведущих актёров театра вплоть до выхода на заслуженный отдых в 1971 году.
В 1938 году по национальной линии подвергся репрессиям, до 1946 года находился в заключении.
В 1970—1974 годах возглавлял ансамбль волынщиков при Республиканском центре народного творчества Министерства культуры МАССР.
Скончался 26 июля 1993 года в Йошкар-Оле. Похоронен на Туруновском кладбище Йошкар-Олы.

## Творческая деятельность
С детства научился играть на волынке. Во время учёбы в Староторъяльской школе-семилетке большое влияние на него оказала учительница М. А. Борисова, сестра драматурга О. Тыныша, которая пробудила в нём интерес к художественному творчеству. Во время учёбы в педагогическом техникуме пел в хоре И. С. Ключникова-Палантая.
Будучи учащимся Марийской студии музыкально-драматического искусства, участвовал в постановках Маргостеатра. В 1930 году в составе труппы театра участвовал в I Всесоюзной олимпиаде театров и искусств народов СССР в Москве. Становление профессионального мастерства актёра проходило под руководством режиссёров Н. Календера, Н. Станиславского и А. Маюк-Егорова.
В 1930-е годы стал одним из репертуарных актёров театра, сыграл множество разноплановых ролей, среди которых: Тихон (А. Островский «Кӱдырчан йӱр» / «Гроза», 1934), Аркадий (А. Корнейчук «Платон Кречет», 1935), Маяк (В. Гусев «Чап» / «Слава», 1936), Белогубов (А. Островский «Доходан вер» / «Доходное место», 1936), князь Верейский (А. Пушкин «Дубровский», 1937), г-н Миллер (Ф. Шиллер «Йӧратымаш да осал чоялык» / «Коварство и любовь», 1938), Усатый (В. Катаев «Шкет парус» / «Белеет парус одинокий», 1938) и другие.
В годы войны оставался в театре, играл различные роли: Чопай (С. Николаев «Салика», 1942), Ур Тоймет (Н. Арбан «Янлык Пасет» / «Чёрный Волк», 1944), Кочкарёв (Н. Гоголь «Ӱдырым налмаш» / «Женитьба», 1944), а также принимал участие в многочисленных концертных программах театра.
За 40 лет работы в театре сыграл более 150 ролей. Известны его роли Кория из музыкальной драмы С. Чавайна «Мӱкш отар» («Пасека»), Омылян кугыза (К. Коршунов «Шочмо мланде»" / «Родная земля», 1966), бывшего узника концлагеря Аникина в драме А. и П. Тур «Мондаш ок лий» («Перебежчик», 1967).
В 1956 году был удостоен почётного звания «Заслуженный артист Марийской АССР», а в 1967 году — «Народный артист Марийской АССР». В 1970 году ему было присвоено почётное звание «Заслуженный артист РСФСР».
В 1970—1974 годах в составе ансамбля волынщиков при марийском Центре народного творчества выступал с гастролями в Москве, Ленинграде, Таллине, Кишинёве, Баку, Петрозаводске и многих других городах бывшего СССР, дважды выступал на правительственных концертах в Кремлёвском дворце съездов, был лауреатом зонального смотра народного творчества в Горьком. Также после выхода на заслуженный отдых в 1971 году выходил с волынкой в массовых сценах спектаклей «Салика» и «Акпатыр» в Марийском театре им. М. Шкетана.
Занимался литературным творчеством: им переведены на марийский язык пьеса А. Н. Островского «Без вины виноватые», комедия Ж.—Б. Мольера «Мещанин во дворянстве» и др.
Также является автором статей и воспоминаний о коллегах-актёрах, режиссёрах и выдающихся деятелях культуры Марийского края.

## Основные роли
Далее представлен список основных ролей Г. М. Пушкина:
- Тихон («Гроза» А. Островского, 1934)
- Аркадий («Платон Кречет» А. Корнейчука, 1935)
- Маяк («Слава» В. Гусева, 1936)
- Белогубов («Доходное место» А. Островского, 1936)
- Князь Верейский («Дубровский» А. Пушкина, 1937)
- Г-н Миллер («Коварство и любовь» Ф. Шиллера, 1938)
- Усатый («Белеет парус одинокий» В. Катаева, 1938)
- Чопай («Салика» С. Николаева, 1942)
- Ур Тоймет («Чёрный Волк» Н. Арбана, 1944)
- Кочкарёв («Женитьба» Н. Гоголя, 1944)
- Корий («Пасека» С. Чавайна)
- Рисположенский («Свои люди — сочтёмся» А. Островского, 1963)
- Омылян кугыза («Родная земля» К. Коршунова, 1966)
- Аникин («Перебежчик» А. и П. Тур, 1967)
- Робинзон («Бесприданница» А. Островского, 1968)

## Статьи и воспоминания
Список статей и воспоминаний Г. М. Пушкина:
- Марий артист-влак Москваште (Марийские артисты в Москве) // Марий коммуна. 1969. 29 июль.
- Мондалтдыме жап: М.Шкетан лӱмеш муздрамтеатрлан 50 ий темме вашеш (Незабываемое время: К 50-летию музыкально-драматического театра им. М. Шкетана) // Марий коммуна. 1969. 22 октябрь.
- Источник вдохновения // Марийская правда. 1969. 29 ноябрь.
- Калык ок мондо (Народ не забудет: В. Якшов) // Марий коммуна. 1971. 16 сентябрь.
- Шӱмеш кодшо жап (Время, запавшее в душу) // Марий коммуна. 1978. 8 октябрь.
- Шолшо илыш (Кипящая жизнь) // Марий коммуна. 1979. 28 апрель.
- Тудым тыге шарнем: С. Г. Чавайнлан 100 ий темме вашеш (Помню его таким: К 100-летию С. Г. Чавайна) // Ончыко. 1986. № 6. С. 90.
- Чапым нӧлталын (Увенчали славой: Н. Календер, С. Чавайн) // Илышын воштончышыжо. — Йошкар-Ола, 1994. С. 73—81.
- Ончылно — у ошкыл (Впереди — новый шаг) // Кугарня. 1994. 30 сентябрь.

## Признание
- Медаль «За доблестный труд в Великой Отечественной войне 1941—1945 гг.»[4][5]
- Заслуженный артист Марийской АССР (1956)[2][3]
- Народный артист Марийской АССР (1967)[2][3]
- Заслуженный артист РСФСР (1970)[2][3]

## Память
- 24 ноября 2017 года на доме № 19 по Ленинскому проспекту в Йошкар-Оле, где в 1967—1993 годах жил актёр, установлена мемориальная доска. Надпись на ней гласит: «В этом доме с 1967 по 1993 год жил народный артист Марийской АССР, заслуженный артист РСФСР Пушкин Георгий Максимович»[7][8].
- Памяти артиста Г. М. Пушкина посвящены комедия марийского драматурга А. Волкова «Кунам ломбо пеледеш» («Когда черёмуха цветёт») и роман народного писателя Марий Эл Ю. Галютина «Георгий Пушкин» (1999)[2][3][4][5].